# Agulla d'Argentière
L'Agulla d'Argentière (en francès: Aiguille d'Argentière) (3.901 m) és una muntanya del massís del Mont Blanc a la frontera entre França i Suïssa.
La primera ascensió la van dur a terme els britànics Edward Whymper i A. Reilly juntament amb els guies Michel Croz, M. Payot i H. Charlet el 15 de juliol del 1864. La ruta que varen seguir és la que va a través del flanc oest i l'aresta nord-oest.

## Galeria fotogràfica

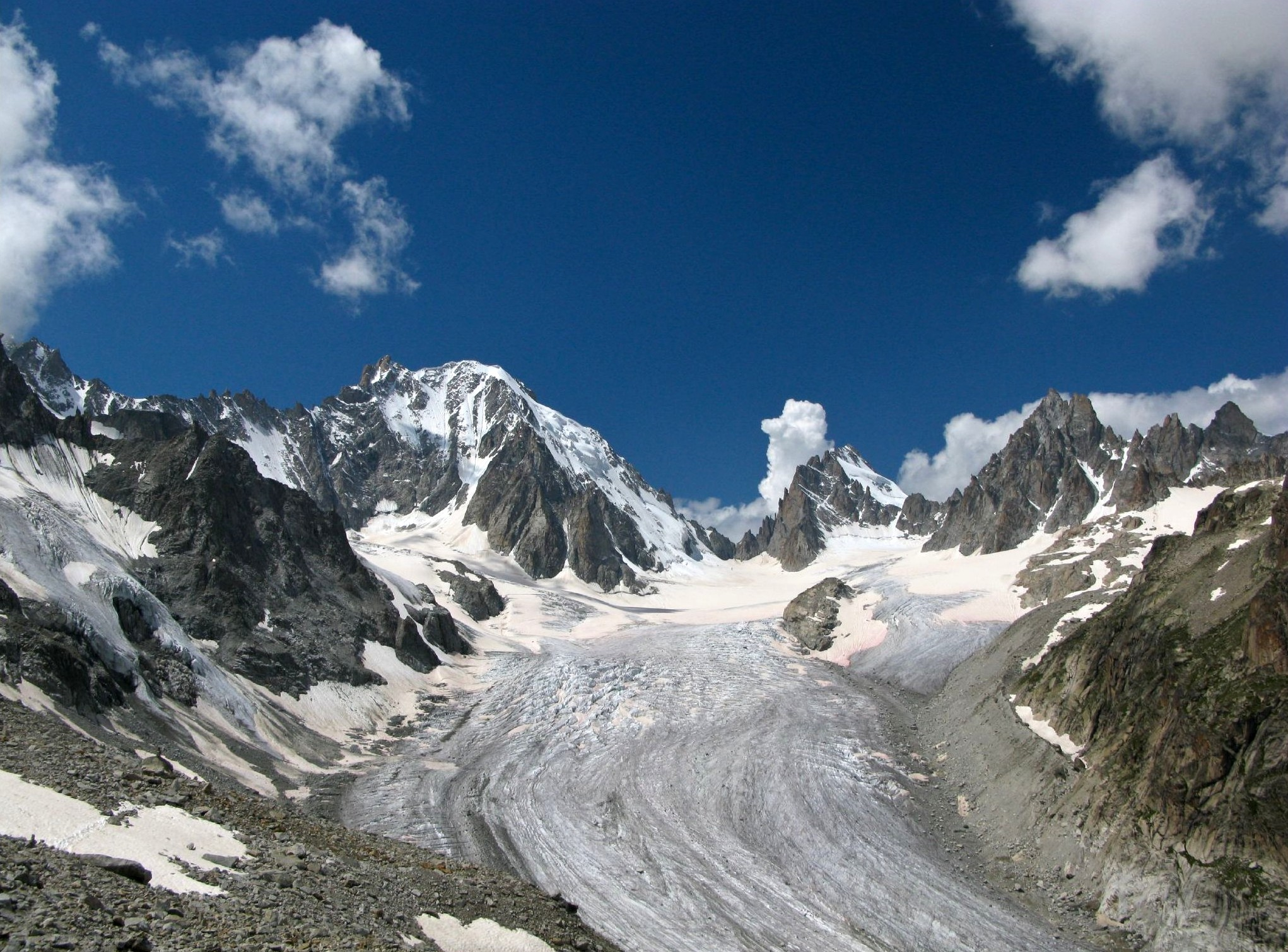
Glacera Saleina i l'Aiguille d'Argentière (Suïssa)
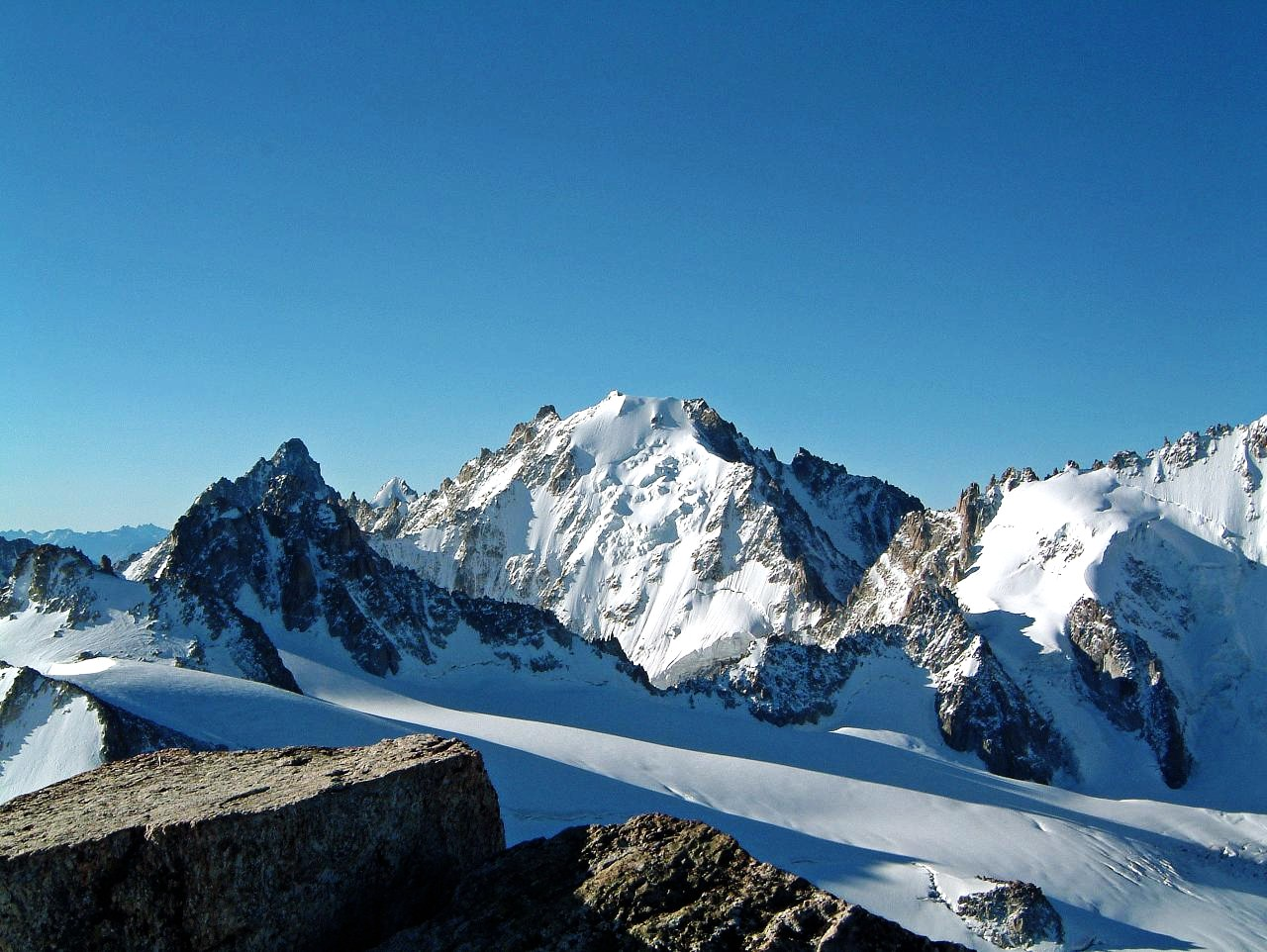
Aiguille d'Argentière des de l'Aiguille du Tour (Suïssa)